# Beccariophoenix madagascariensis
Beccariophoenix madagascariensis är en enhjärtbladig växtart som beskrevs av Henri Lucien Jumelle och Joseph Marie Henry Alfred Perrier de la Bâthie. Beccariophoenix madagascariensis ingår i släktet Beccariophoenix och familjen Arecaceae. IUCN kategoriserar arten globalt som sårbar. Inga underarter finns listade i Catalogue of Life.